# Little Mary Sunshine
Little Mary Sunshine er en amerikansk stumfilm fra 1916 af Henry King.

## Medvirkende
- Marie Osborne som Mary.
- Henry King som Bob Daley.
- Marguerite Nichols som Sylvia Sanford.
- Andrew Arbuckle.
- Mollie McConnell.